# Округ Сан Хоакин
Округ Сан Хоакин (енгл. San Joaquin County) округ је у савезној држави Калифорнија, САД. Један је од првобитних округа Калифорније који су формирани 1850. Округ је добио име по реци Сан Вакин, а назив реке потиче од шпанског имена за Светог Јоакима. Седиште округа и највећи град је Стоктон. Површина округа је 3.694 km², од чега је 3.624,1 km² (98,11%) копно, а 69,9 km² (1,89%) вода.
Према попису из 2010, округ је имао 685.306 становника.
Округом управљају петочлани одбор супервизора и администратор округа, којег именује одбор.

## Највећи градови
| Град    | Бр. становника (2010) |  |
| ------- | --------------------- |  |
| Стоктон | 291.707               |  |
| Трејси  | 82.922                |  |
| Мантика | 67.096                |  |
| Лодај   | 62.134                |  |
| Лејтроп | 18.023                |  |